# 札幌藻岩山スキー場
札幌藻岩山スキー場（さっぽろもいわやまスキーじょう、英語: Sapporo Mt. Moiwa Ski Resort）は、北海道札幌市南区にあるスキー場。りんゆう観光が運営している。

## 概要
1960年（昭和35年）営業開始。かつて藻岩山にあった「札幌スキー場」とは別の斜面にあり、北海道内のスキー場では珍しくスキーヤーのみが滑走可能なゲレンデとなっている（スノーボード全面禁止）。山を挟んだ北斜面と南斜面に跨ってコースが設定されている。

## 施設

### コース
| コース名             | 難易度                          | 全長    | 平均斜度 | 最大斜度 | ナイター滑走 |
| -------------------- | ------------------------------- | ------- | -------- | -------- | ------------ |
| ファミリーゲレンデ   | 初級                            | 400 m   | 10度     | 13度     | ○            |
| フレンドリーゲレンデ | 初級                            | 300 m   | 9度      | 12度     | ○            |
| 連絡路コース         | 初級                            | 980 m   | 7度      | 13度     | ○            |
| 観光道路コース       | 初級                            | 2,620 m | 5度      | 7度      | ○            |
| クリスタルコース     | 中級                            | 470 m   | 16度     | 28度     | ○            |
| パノラマコース       | 中級                            | 800 m   | 12度     | 24度     | ○            |
| 林間コース           | 中級                            | 516 m   | 13度     | 18度     | ×            |
| ダイナミックコース   | 上中級                          | 290 m   | 22度     | 37度     | ○            |
| からまつコース       | Aコース（上級） Bコース（中級） |         | 15度     | 38度     | ×            |
| うさぎ平コース       | 上級                            | 840 m   | 15度     | 35度     | ○            |

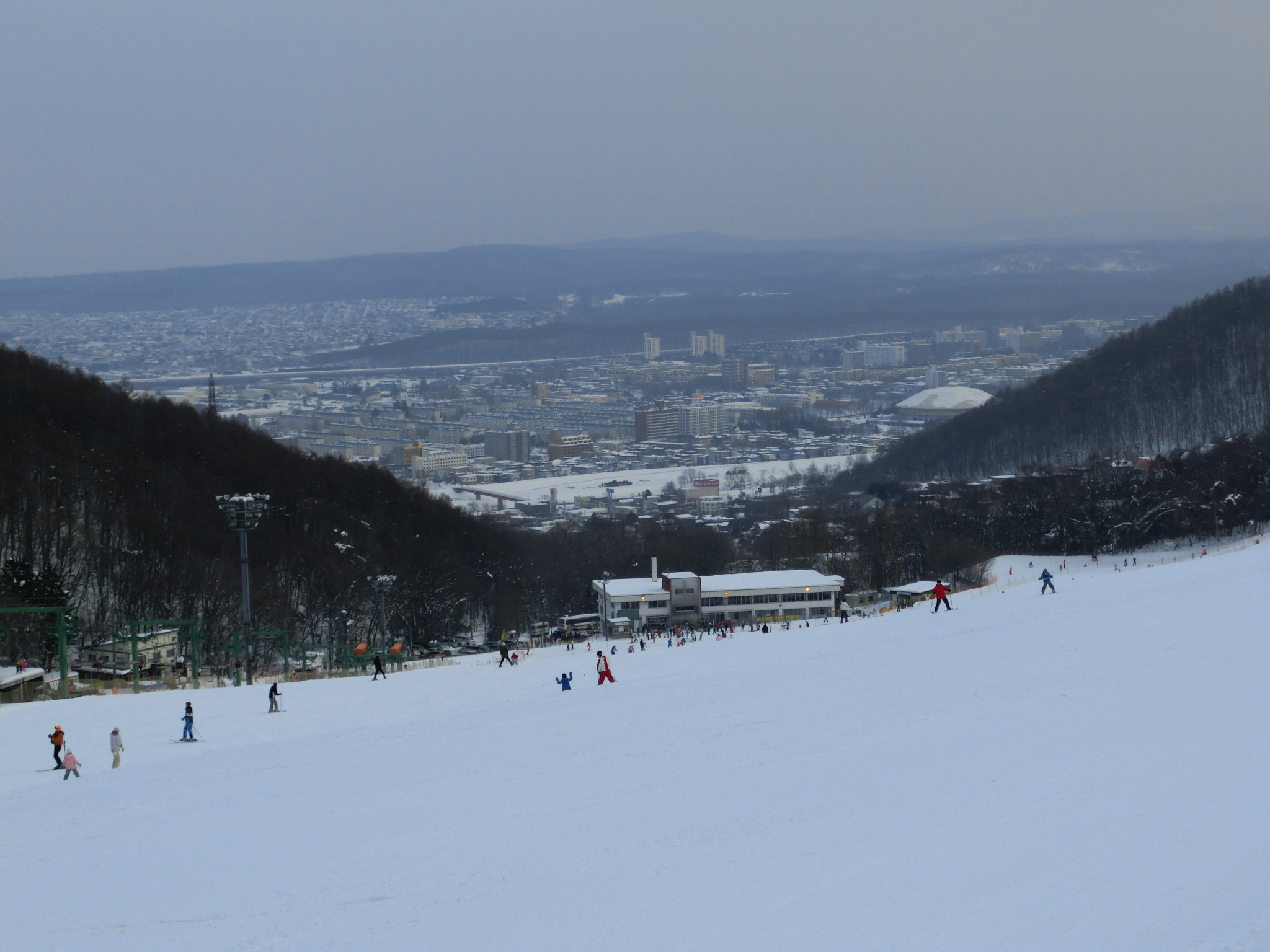
ファミリーゲレンデ（2014年1月）
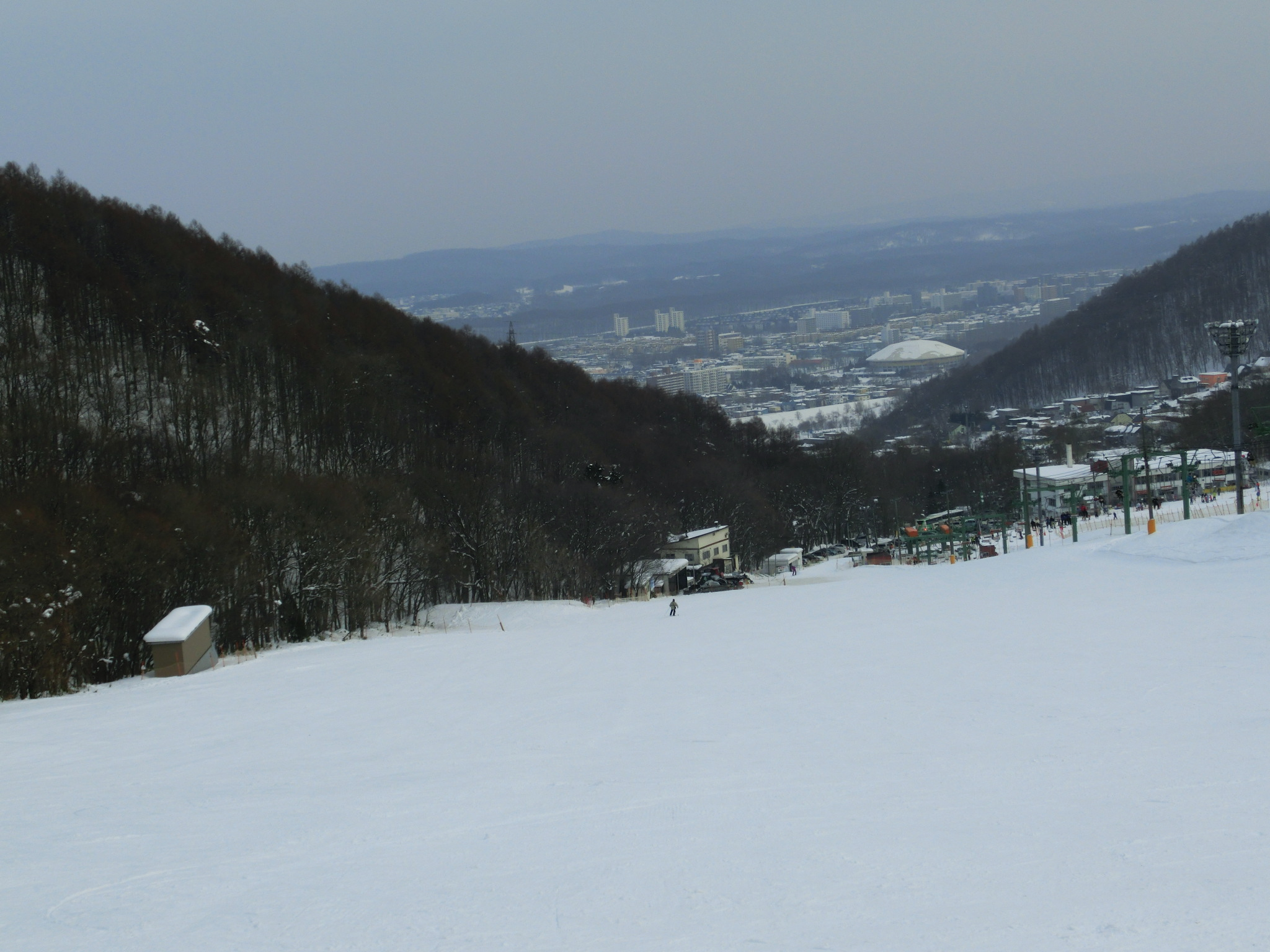
フレンドリーゲレンデ（2014年1月）
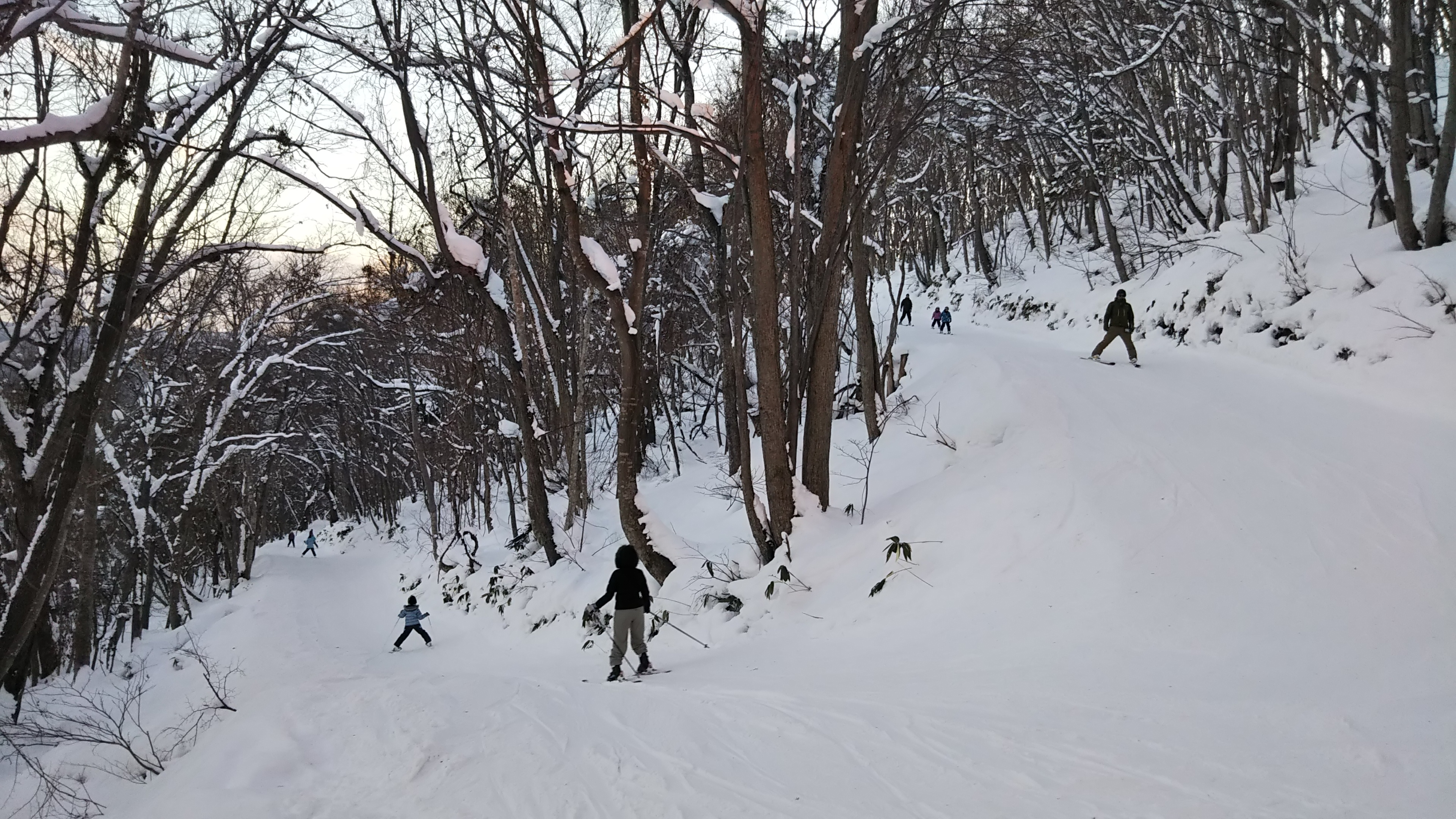
連絡路コース（2019年1月）
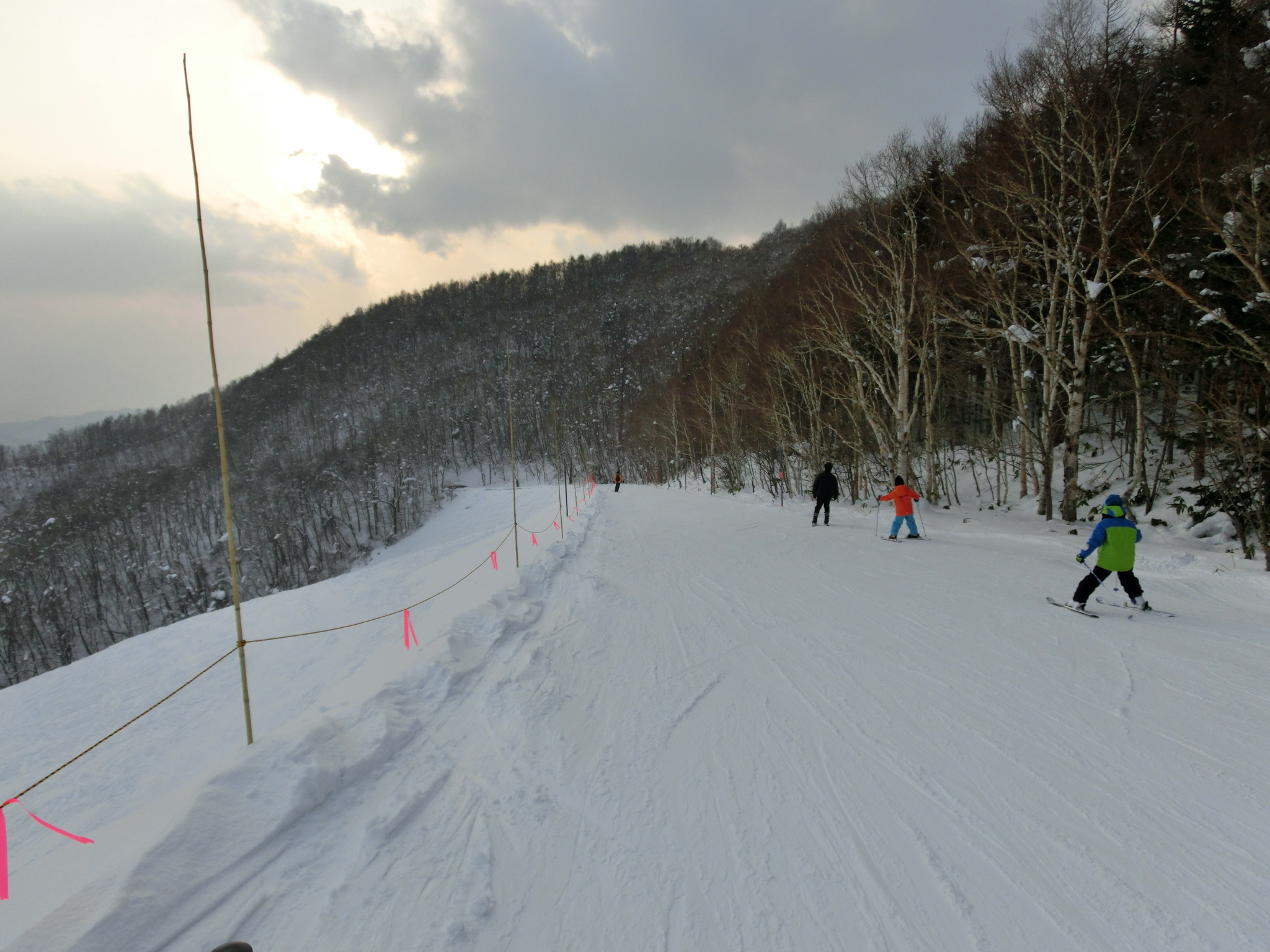
観光道路コース（2014年1月）
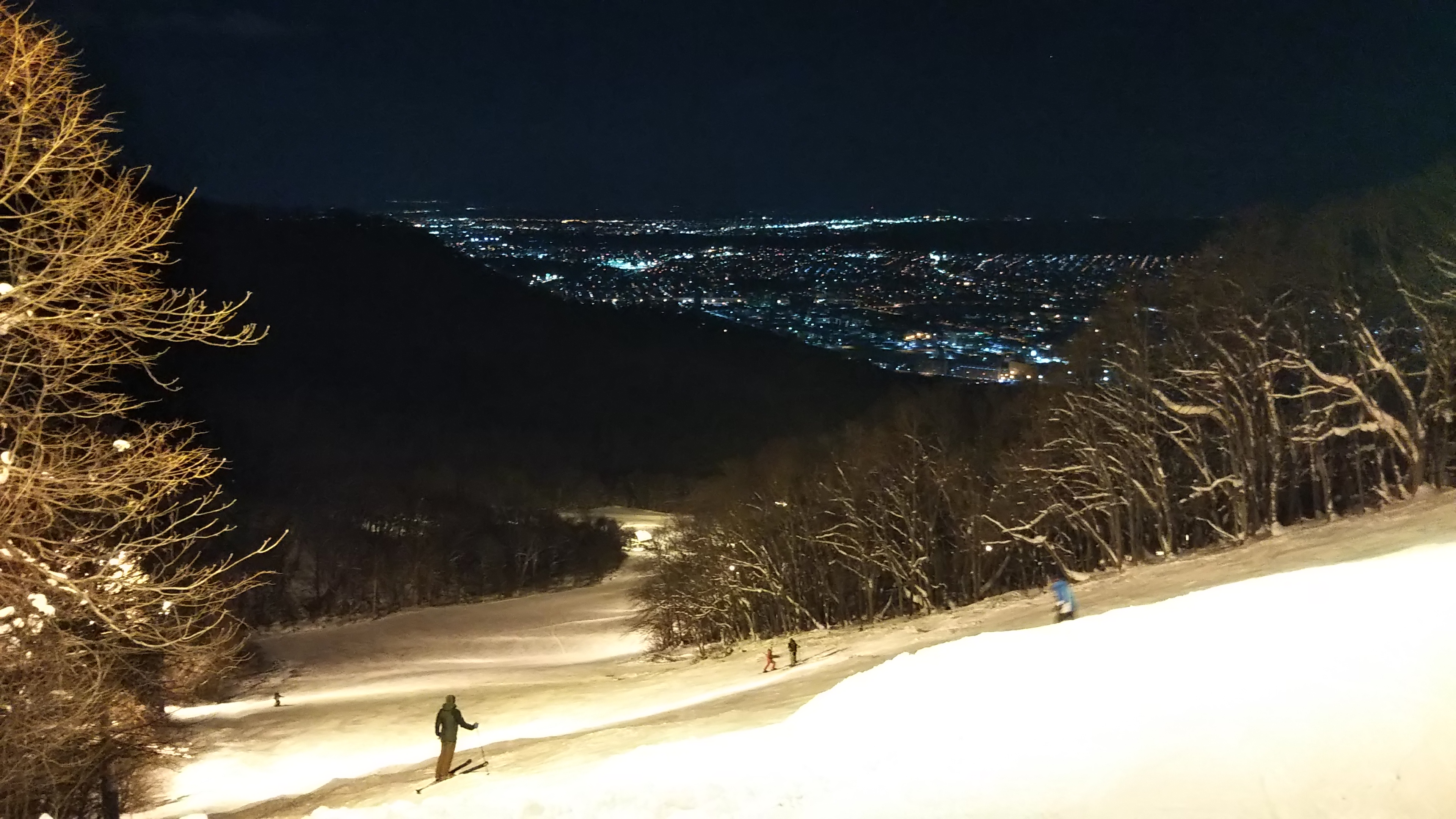
クリスタルコース（2019年1月）
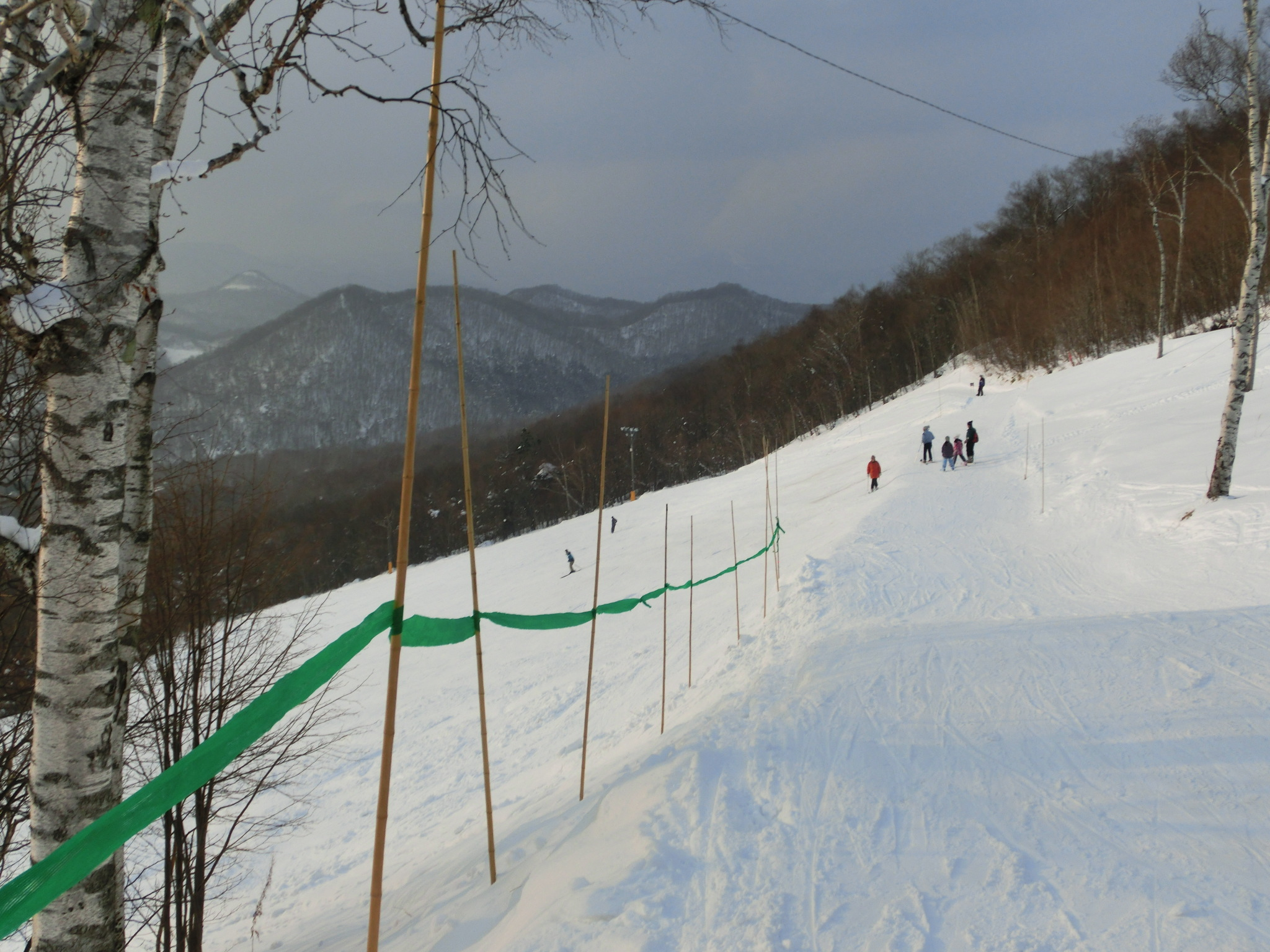
パノラマコース（2014年1月）
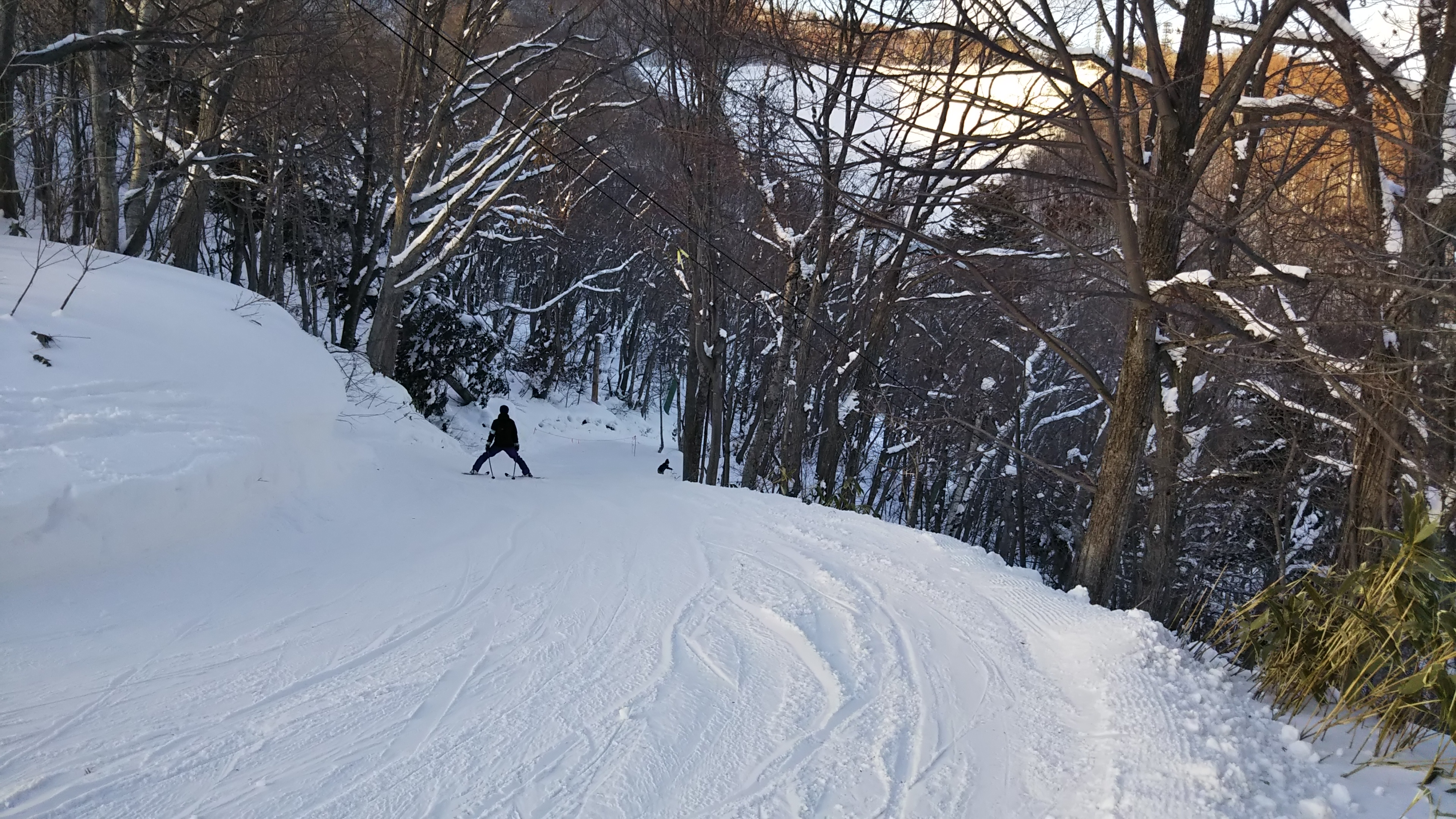
林間コース（2019年1月）
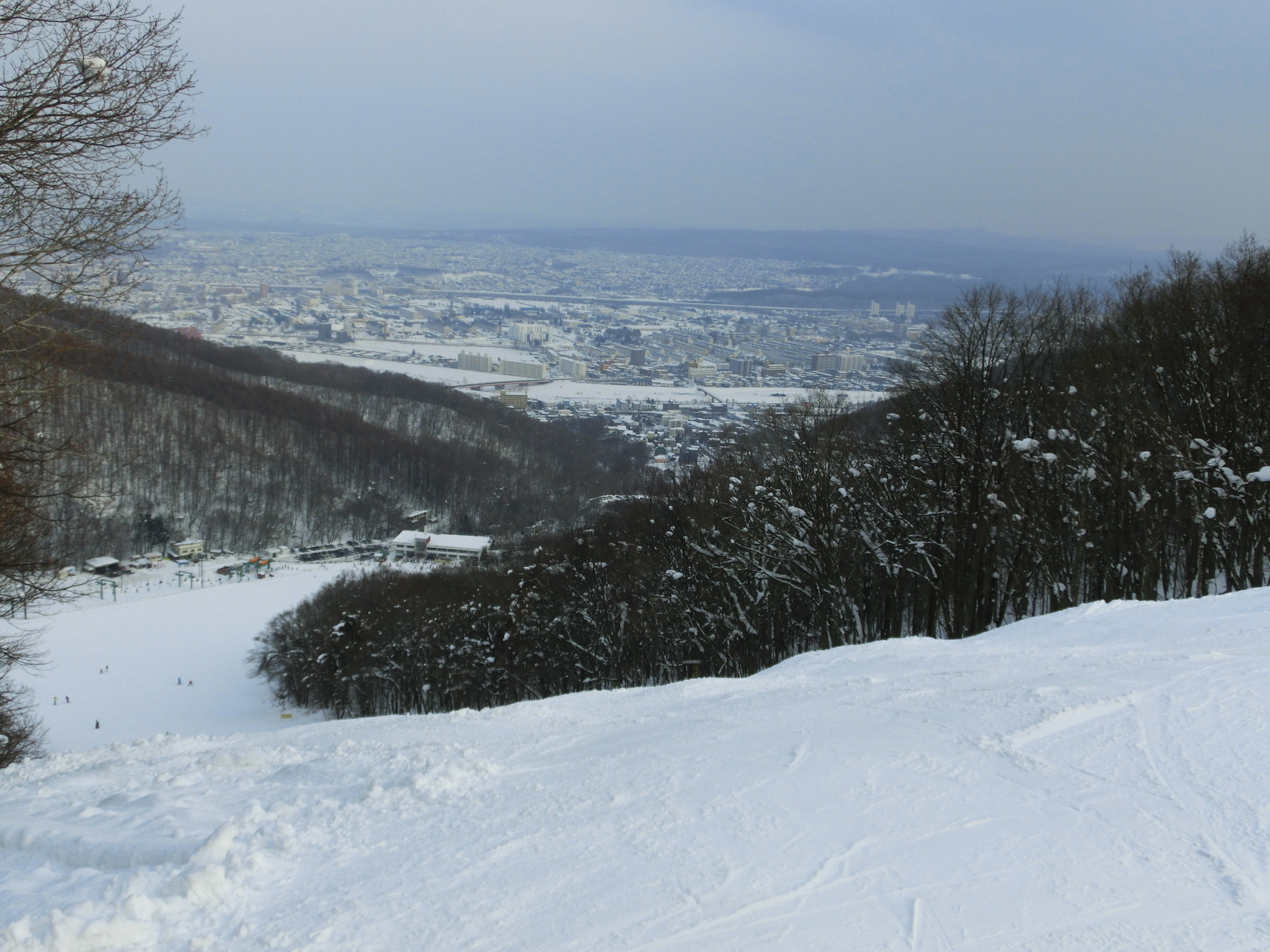
ダイナミックコース（2014年1月）
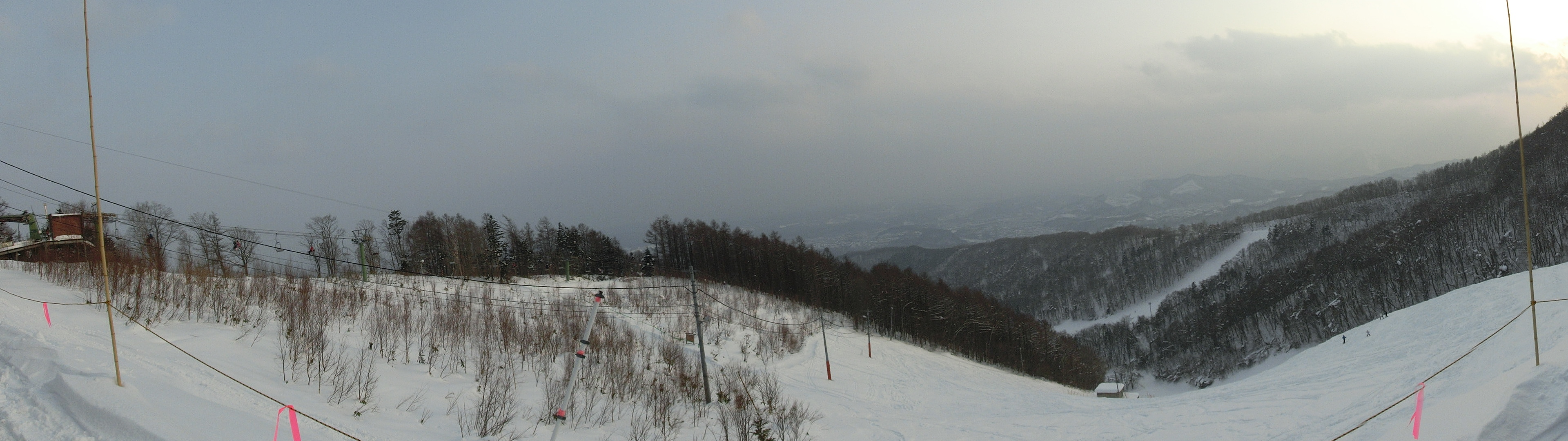
からまつコース（2014年1月）
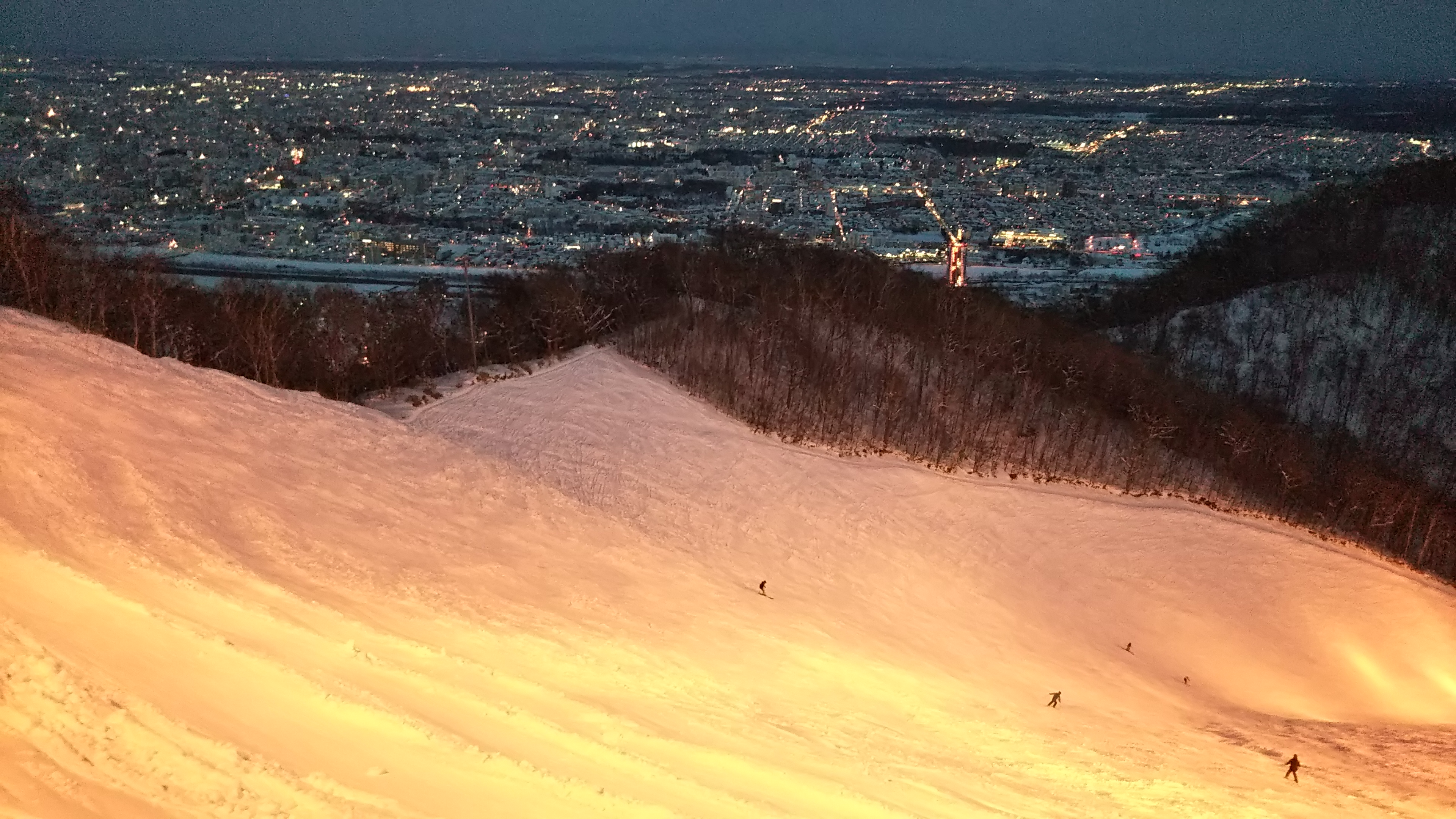
うさぎ平コース（2019年1月）

旧コース名
- ファミリーゲレンデA：現在のファミリーゲレンデ
- ファミリーゲレンデB：現在のフレンドリーゲレンデ
- A・Bコース：現在のからまつコースAコース・Bコース
- Cコース：現在のクリスタルコース
- Dコース：現在のダイナミックコース
- Fコース（うさぎ平）：現在のうさぎ平コース
- 南斜面：現在のパノラマコース

廃止されたコース
- Eコース

現在のダイナミックコース（旧Dコース）の南側にあたり、観光道路コースのヘアピン部分と北斜面スキーロッジをつなぐ位置に設置されていた。1972年札幌オリンピックの頃にコースが廃止されたが、その後の植生回復は自然に任せられたため、コース跡は長らく、札幌市街地から見えていた。現在では樹木に覆われ、判別は難しい。
- プラスノーコース

1974年(昭和49年)に現在のファミリーゲレンデの一部(ダイナミックコースの下部～第１リフト乗り場）に、プラスノーコースが設置され、夏季にも営業が行われた。しかしながら集客は芳しくなく、わずか数年で閉鎖された。その後も長らくプラスノーは撤去されず、夏季には札幌市街地から白いプラスノーコースが見えたため、スキー場に雪が残っているかのように見えた。
- 山頂コースA・B

かつての札幌スキー場の第二スキーコースの上部を、2005年（平成17年）までスキーコースとして活用した。札幌藻岩山スキー場(株式会社りんゆう観光）とは異なり、札幌もいわ山ロープウェイと同様に札幌市交通局（1985年からは札幌交通開発公社）により運営されていた。現在、ミニケーブルカー（もーりすカー)が敷設されている箇所（中腹駅～山頂駅）にシングルリフトが設置されていたが、小中学生は無料でリフトに乗車することができた。

### 索道
| 名称              | 定員 | 備考   | 全長      | 支柱 |
| ----------------- | ---- | ------ | --------- | ---- |
| 第1リフトA線      | 1名  |        | 378.42 m  | 9本  |
| 第1ペアリフトB線  | 2名  |        | 378.42 m  | 9本  |
| 第2トリプルリフト | 3名  |        | 654.08 m  | 13本 |
| 第3ペアリフト     | 2名  |        | 390.00 ｍ | 8本  |
| 第4トリプルリフト | 3名  | 南斜面 |           | 12本 |

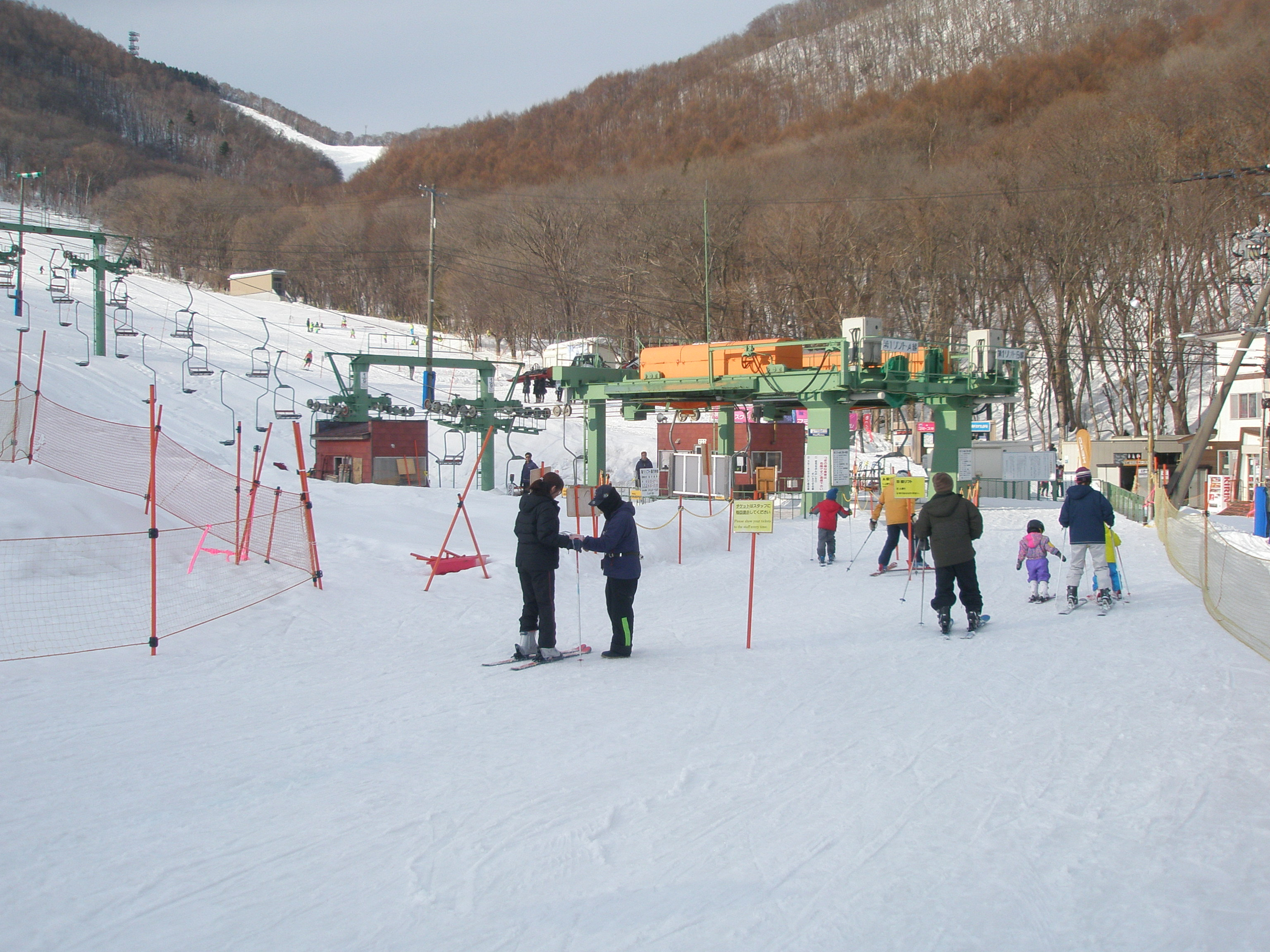
第1リフトA線（シングル）・B線（ペア）（2019年2月）
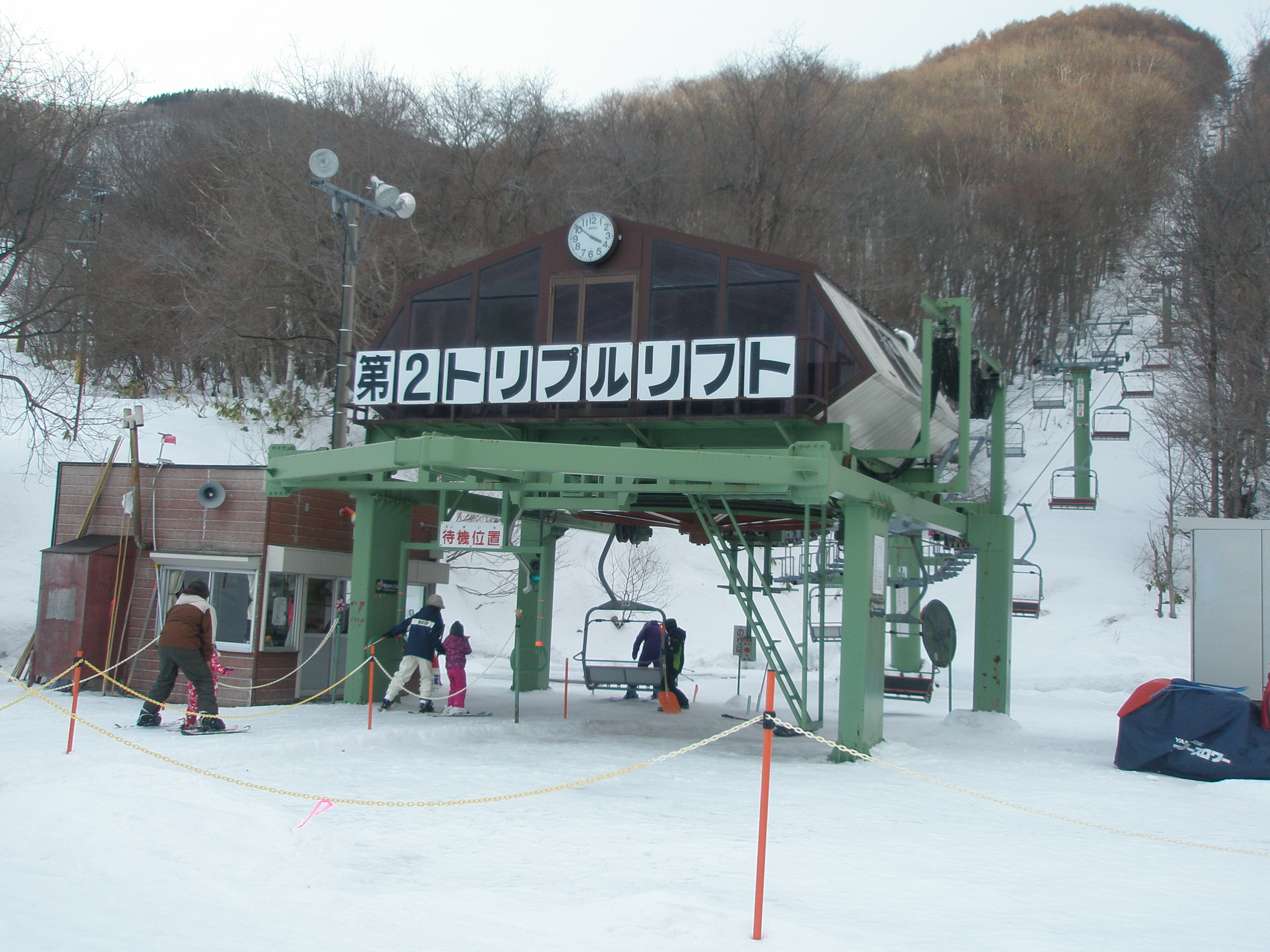
第2トリプルリフト（2019年2月）
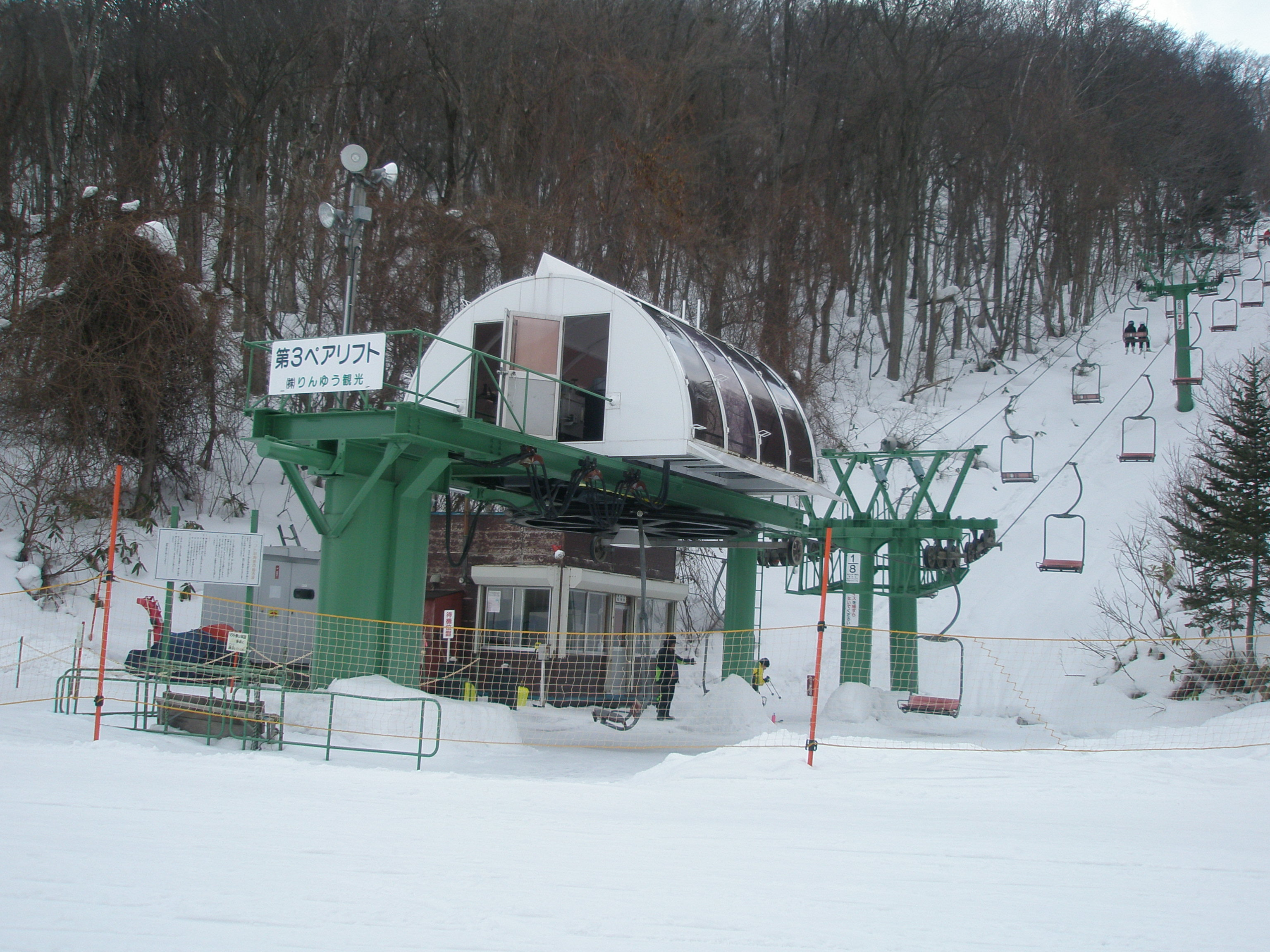
第3ペアリフト（2019年2月）
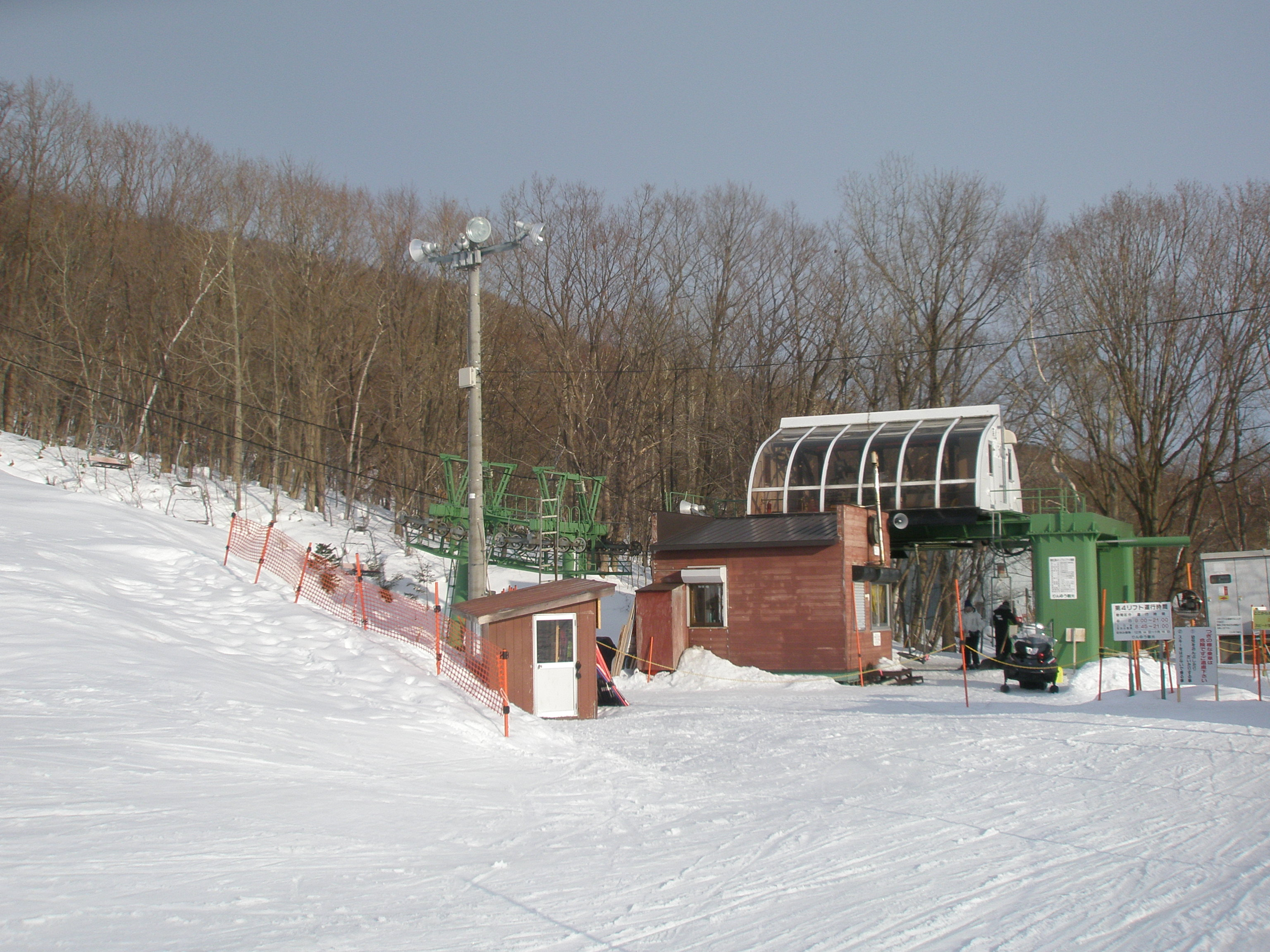
第4トリプルリフト（2019年2月）

### ロッジ等
- 北斜面スキーロッジ
  - レストラン原生林
  - 売店、管理事務所
  - レンタルショップ、ロッカールーム
- リフト券発売所
- りんゆう観光藻岩山事業所
- 南斜面ロッジ
  - 売店、リフト券売場

## リフト料金
下記の表の値段の単位は全て円
基本リフト券
| 券種                  | 大人 （中学生以上） | こども （小学生以下） | 大人団体 （中学生以上） | こども団体 （小学生以下） | 備考                                                   |
| --------------------- | ------------------- | --------------------- | ----------------------- | ------------------------- | ------------------------------------------------------ |
| 1回券                 | 300                 | 250                   | 無                      | 無                        | 無                                                     |
| 回数券（12回）        | 3,200               | 2,300                 | 2,900                   | 2,100                     | 無                                                     |
| 7時間券               | 3,400               | 2,400                 | 3,100                   | 2,200                     | 発売時～7時間                                          |
| 5時間券               | 2,900               | 2,400                 | 2,700                   | 2,200                     | 発売時～5時間                                          |
| 3時間券               | 2,400               | 2,400                 | 無                      | 無                        | 発売時～3時間                                          |
| ナイター16券          | 2,000               | 2,000                 | 無                      | 無                        | 16時～21時                                             |
| ナイター18券          | 1,200               | 1,200                 | 無                      | 無                        | 18時～21時                                             |
| シニア券5時間         | 2,400               | 無                    | 無                      | 無                        | 満60歳以上（要証明） 発売時～5時間                     |
| グランドシニア券5時間 | 1,000               | 無                    | 無                      | 無                        | 満70歳以上（要証明） 発売時～5時間                     |
| ゴーゴーパック1＋1    | 4,800               | -                     | 無                      | 無                        | 大人5時間券1枚＋こども5時間券1枚のセット 発売時～5時間 |
| ゴーゴーパック2＋1    | 7,200               | -                     | 無                      | 無                        | 大人5時間券2枚＋こども5時間券1枚のセット 発売時～5時間 |

食事パック券（メニュー指定）
| 食事パック券種 | 料金  | 備考                     |
| -------------- | ----- | ------------------------ |
| 7時間券        | 3,900 | 食事付き（メニュー指定） |
| 5時間券        | 3,400 | 食事付き（メニュー指定） |

シーズン券
| シーズン券種    | 大人   | 中高生 | 小学生以下 | ナイター（16時～21時） |
| --------------- | ------ | ------ | ---------- | ---------------------- |
| 全シーズン      | 43,000 | 34,000 | 25,000     | 28,000                 |
| 2月1日～3月31日 | 30,000 | 24,000 | 18,000     | 21,000                 |
| 3月1日～3月31日 | 21,000 | 17,000 | 13,000     | 13,000                 |

リフト券売り場は第1リフトA・B線付近と南斜面ロッジ内にある。団体（10名以上）で利用する場合の割引リフト券購入は北斜面側のりんゆう観光事務所と南斜面ロッジで行われる。また、各種団体主催の検定や大会等で2日間以上の複数日に渡って利用する場合、主催側からの申込によって、一定期間内で全日利用可能な「イベント券」と呼ばれる割引リフト券が関係者及び参加者の必要人数分発行される事もある。
シーズン券の会員特典として、以下の内容がある。
- 提携ショップ（北海道スキーシーズンネット加盟の他のスキー場[4]を含む）にてシーズン券を提示した場合の割引優待
- 会員に同伴者がいる場合、同伴者購入の時間券の割引優待
- 2年以上の継続会員に回数券のプレゼント

## イベント
- 藻岩山 雪と虹のまつり
- 藻岩山スキー場まつり

## アクセス・駐車場
- じょうてつバス「道路管理事務所」（南斜面）、臨時「札幌藻岩山スキー場」（北斜面）バス停下車
- 札幌市営地下鉄南北線真駒内駅から車で約20分
- 札幌駅から車で約30分
- 駐車場：北斜面450台／南斜面250台